# Negotium

Le negotium est un concept latin qui désigne toutes les activités productives et profitables, en particulier le commerce, par opposition à l'otium. Il est à l'origine des mots français négoce et négociation. 
En France sous l'Ancien Régime, le négotium correspondait aux activités dérogeantes interdites aux nobles.

## Aspects juridiques
Le negotium est en droit la force probante attachée au contenu d'un acte juridique. Dans le cadre d'un tel acte, il faut distinguer :
- L'instrumentum : nom donné à la force probante attachée à l'existence même de l'acte ;
- Le negotium : nom donné à la force probante attachée au contenu de l'acte.

En matière d'acte authentique, conformément à l'adage "scripta publica probant se ipsa", l'instrumentum est incontestable lorsqu'un officier public établit l'acte conformément à la loi, dans le cadre d'une compétence déterminée, sauf inscription de faux. À l'inverse, pour ces mêmes actes authentiques, la force probante du negotium dépend du contenu concerné.
Il faut alors distinguer, quant au negotium, trois types possibles d'énonciations, de forces probantes inégales :
- Les énonciations faisant foi jusqu'à inscription de faux : il s'agit de celles se rattachant à une réalité que l'officier public a pu lui-même appréhender, par "ses propres sens". Par exemple, son constat établit un adultère auquel il a lui-même assisté.

- Les énonciations faisant foi jusqu'à preuve contraire : il s'agit, à l'inverse, de celles dont l'officier ne peut garantir ni l'existence ni la portée car elles tiennent à la seule affirmation des parties. Par exemple, l'officier d'état civil, qui dresse l'acte de naissance, se borne à constater l'affirmation du déclarant.

- Les énonciations dénuées de valeur probante : ce sont celles qui n'ont pas à figurer dans l'acte car elles lui sont étrangères. Par exemple, à l'occasion d'un procès-verbal de saisie, l'huissier constate également un adultère.